# Kodjong
Kodjong est un village de la Région du Nord au Cameroun. Il est situé dans la commune de Madingring dans le département du Mayo-Rey.

## Population et Société

### Population totale
En 2005, la population recensée du village était de 337 habitants. En 2014, la population recensée du village était de 333 habitants.

### Répartition de la population selon les âges
| Hommes | Classe d’âge | Femmes |
| ------ | ------------ | ------ |
| 15     | 0–5          | 32     |
| 33     | 6–13         | 41     |
| 28     | 14–19        | 32     |
| 50     | 20–34        | 38     |
| 29     | 35–59        | 28     |
| 4      | 60–+         | 3      |